# Спирина (деревня)
Спирина — деревня в Абатском районе Тюменской области России. Входит в Ощепковское сельское поселение. 

## География
Расположена на востоке района, у границы с Омской областью, на левом берегу Ишима, высота центра деревни над уровнем моря — 69 м.

## Население
| 1989 | 2002 | 2010 |
| ---- | ---- | ---- |
| 187  | ↘163 | ↘99  |

## Инфраструктура
В Спириной 2 улицы: Мира и Новая.